# Mesocottus
Mesocottus is een monotypisch geslacht van straalvinnige vissen uit de familie van de donderpadden (Cottidae).

## Soort
- Mesocottus haitej (Dybowski, 1869)